# Dražického náměstí
Dražického náměstí se nachází u Karlova mostu na Malé Straně v Praze 1 a nazváno je podle pražského biskupa Jana IV. z Dražic (1301–1343). Malostranská mostecká věž zabírá jižní část náměstí, které obklopují ulice:
- z jihu Mostecká
- ze severu Dražického
- z východu Míšeňská
- z jihovýchodu U lužického semináře.

## Historie a názvy
Od 14. století byl prostor náměstí součást biskupského dvora, v 17. století měl název „Uhelniště“ podle trhu s dřevěným uhlím. Od roku 1887 má současný název Dražického náměstí. Je tu významná technická památka "kandelábr" – čtyřramenný stožár veřejného plynového osvětlení, které v Praze používali od 19. století. Další zachované kandelábry jsou osmiramenné na Hradčanském náměstí a v Loretánské ulici.

## Budovy
- Dům U Panny Marie Pomocné a U velké velryby – Dražického náměstí 2 a Mostecká 2[4]
- Dům U Nejsvětější Trojice – Dražického náměstí 4[5]
- Měšťanský dům Dražického 9 – postaven na konci 16. století, ze tří stran je volný a má klasicistní podobu[6]